# 任知古
任知古（7世纪—8世纪），武周官员，曾短暂拜相。
尽管任知古身居高位，但他的家世和拜相前的仕途几无记载。作为宰相，《旧唐书》和《新唐书》反常地都没有他的传，他甚至没有被列入《新唐书·宰相世系表》中的任氏表。仅知垂拱三年（687年）任朝议郎、行麟台郎，并作《宁义寺经藏碑》。
天授二年六月庚戌（691年），任知古在鳳閣侍郎任上被武则天授同鳳閣鸞臺平章事。
天授三年（692年）一月（一作二月、十月），他和宰相地官侍郎狄仁杰、冬官侍郎裴行本、司礼卿崔宣禮、前文昌左丞卢献可、御史中丞魏元忠、潞州刺史李嗣真被武则天手下酷吏御史中丞来俊臣弹劾谋反。来俊臣奏请降敕，一问即承认谋反者可以减免死罪，并以此诱惑任知古等承认谋反。由于狄仁杰将一份表章藏在衣物中让家人带回，得以向武则天澄清众人并未谋反，武则天说：“古人以杀止杀，我今以恩止杀。就听群公为知古等所请，赐他们再生，各授以官职，以观后效。”来俊臣与文昌左相武承嗣、侍御史霍献可、凤阁舍人向光道、侍御史张知默都请求诛杀任知古、狄仁杰等，武则天不许。于是众人免于一死，但仍被外贬。任知古被贬为江夏县令。
唐玄宗先天二年（713年），唐玄宗发动先天政变，诛杀政敌皇姑太平公主一党。时太上皇唐睿宗听闻鼓噪声，召宰相郭元振升承天楼，宣诏闭关自守，时任侍御史的任知古在朝堂招募数百人于朝堂，被其拦住不能入内。
開元初年，他仗着官威在朝上诟骂官员，右拾遗严挺之很责怪他不敬，反遭御史台弹劾被贬为万州员外参军。